# 鄧鏡波學校
鄧鏡波學校（英語：Tang King Po School）於1953年創校，並以香港著名工業家及慈善家聖思物德騎尉爵士鄧鏡波命名。該校位於九龍靠背壟，以中文為主要教學語言，為香港傳統知名男校之一。鄧鏡波創校的目的，主要是為青少年提供紮實的基本教育，尤注重天主教德育培養，並為此慷慨捐出款項作建築校舍之用。其佔地17,000平方米。1951年，香港政府以象徵式年租批出土地，指定用作興建一所非牟利學校2011年，校園被政府列入為三級歷史建築。位於九龍靠背壟的鄧鏡波學校簡稱「九鄧」或「波記」，鄧鏡波學校的學生簡稱「波記仔」。

## 校政管理

### 歷任校監
| 中文姓名    | 英文姓名                                  | 任期           | 備註 |
| 羅志賢 神父 | Rev. Fr Godfrey Roozen, S.D.B.            | 1953年至1954年 |      |
| 馬義誠 神父 | Rev. Fr. Andrew Majeen, S.D.B.            | 1954年至1956年 |      |
| 蘇冠明 神父 | Rev. Fr. Michael Suppo, S.D.B.            | 1956年至1962年 |      |
| 邱心源 神父 | Rev. Fr Rudolf Haselsteiner, S.D.B.       | 1962年至1968年 |      |
| 德日新 神父 | Rev. Fr. A.M. Demmi, S.D.B.               | 1968年至1971年 |      |
| 華近禮 神父 | Rev. Fr. Denis Martin, S.D.B.             | 1971年至1976年 |      |
| 黃建國 神父 | Rev. Fr. Wong Kin-Kwok Francis            | 1986年 1992年  |      |
| 陳鴻基 神父 | Rev. Matthew Chan                         | 1992年至1998年 |      |
| 鄭泰祺 神父 | Rev. Alphonsus Cheng                      | 1998年至1999年 |      |
| 謝家賢 神父 | Rev. Francis Che                          | 1999年至2002年 |      |
| 馮定華 神父 | Rev. Fr. FUNG Ting-wa Andrew S.D.B.       | 2002年至2003年 |      |
| 張冠榮 修士 | Rev. Bro. Joseph Cheung Koon-wing, S.D.B. | 2003年至2021年 |      |
| 江志釗 神父 | Rev. Fr. Denis Kong, S.D.B.               | 2021年至今     |      |

### 歷任校長
| 中文姓名    | 英文姓名                                  | 任期           | 備註                                                            |
| 羅志賢 神父 | Rev. Fr Godfrey Roozen, S.D.B.            | 1953年至1954年 | 兼任第1任校監                                                   |
| 馬義誠 神父 | Rev. Fr. Andrew Majeen, S.D.B.            | 1954年至1956年 | 兼任第2任校監                                                   |
| 蘇冠明 神父 | Rev. Fr. Michael Suppo, S.D.B.            | 1956年至1962年 | 兼任第3任校監                                                   |
| 邱心源 神父 | Rev. Fr Rudolf Haselsteiner, S.D.B.       | 1962年至1968年 | 兼任第4任校監                                                   |
| 德日新 神父 | Rev. Fr. A.M. Demmi, S.D.B.               | 1968年至1971年 | 兼任第5任校監                                                   |
| 華近禮 神父 | Rev. Fr. Denis Martin, S.D.B.             | 1971年至1976年 | 兼任第6任校監                                                   |
| 張冠榮 修士 | Rev. Bro. Joseph Cheung Koon-wing, S.D.B. | 1976年至2003年 | 任後擔任第14任校監 1987年因赴美進修而由蘇志超神父暫代其校長職務 |
| 馮定華 神父 | Rev. Fr. FUNG Ting-wa Andrew S.D.B.       | 2003年至2007年 | 任前擔任第13任校監                                              |
| 李錦鴻 先生 | Mr. Lee Kam-hung                          | 2008年至2018年 | 首位非神職人員出任校長                                          |
| 周黎明 先生 | Mr. Chau Lai-ming                         | 2018年至2023年 | 後轉職至天主教鳴遠中學                                          |
| 葉兆港 先生 | Mr. Yip Siu-kong                          | 2023年至今     |                                                                 |

## 辦學宗旨
鄧鏡波學校乃天主教鮑思高所創辦，秉承天主教「敬天愛人」的精神和中國優良的道德文化傳統，且奉行會祖鮑思高神父的「預防教育法」，配合社會需要，促進全人發展，宣揚福音，實踐「立己立人」的精神，並培育學生成為「良好的公民與熱誠的基督徒」。
|                | 每一間慈幼會學校應是一個大家庭。 |
| ——聖若望鮑思高 |                                  |

## 班級編制
鄧鏡波學校合共30班，詳情臚列如下：
| 級別 | 中一 | 中二 | 中三 | 中四 | 中五 | 中六 |
| ---- | ---- | ---- | ---- | ---- | ---- | ---- |
| 班數 | 5    | 5    | 5    | 5    | 5    | 5    |

## 課程
| - 宗教倫理 - 中國語文 - 英國語文 - 科學 - 音樂 - 資訊科技 - 數學 - 地理 - 中國歷史 - 體育 - 設計與科技 - 視覺藝術 - 普通話 - 生命教育 |

| 四科必修科目： - 中國語文 - 英國語文 - 數學（必修部分） - 公民與社會發展科                                                                  |
| 開設的選修科目： - 物理 - 化學 - 生物 - 經濟 - 地理 - 設計與科技 - 企業、會計與財務概論 - 旅遊與款待 - 體育 - 健康管理與社會關懷 - 中國歷史 |

## 校服
鄧鏡波學校的校呔為紅色底色，並在上方繡上由校徽組成的斜紋。
此外，鄧鏡波學校在某些活動和場合中要求男生繫上校呔，例如70周年校慶聚餐、學生會公演、餐桌禮儀班，為香港少數要求學生在夏季校服上打呔的中學。而部分在冬季的中六場合中，亦有學生在夏季校服上打呔。

## 學生表現

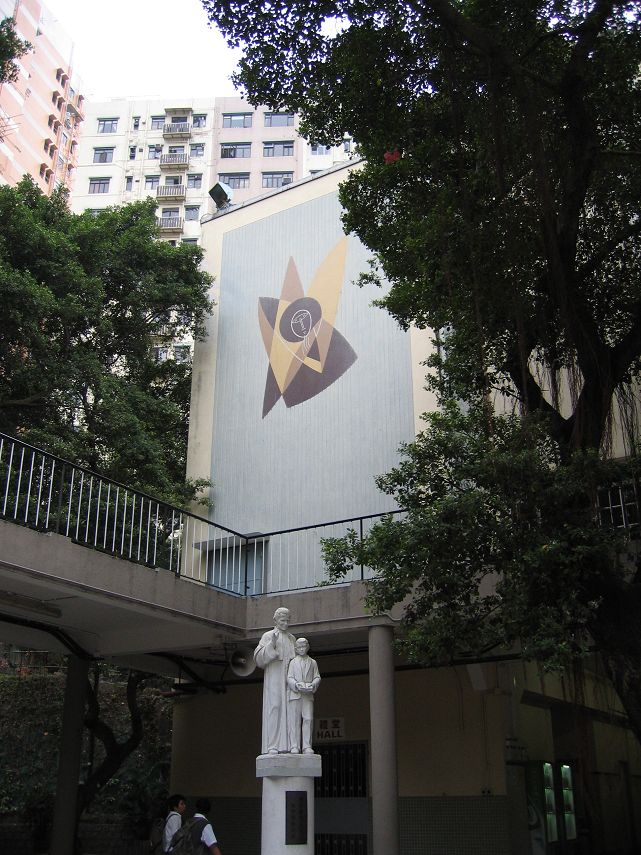
校內歷史悠久的聖母瑪利亞壁畫及聖鮑思高及聖多明我沙維豪像

19.4%學生在學年中參加了五個不同類型的活動或比賽，其中包括宗教、體育、音樂、學術，其中：學界游泳、籃球、田徑比賽、乒乓球、羽毛球、學校音樂節、學校朗誦節、英詩創作比賽、視覺藝術展、中學生體適能獎勵計劃、中學生飲管水車升物比賽、香港機械奧運會、九龍城區學校清潔雙周比賽、九龍地區傑出旅團計劃、明報生命教育傑出教案獎勵計劃，仁濟醫院德育及公民教育，關心社區文物概念設計比賽等等。
STEM方面 ，「2024香港機械奧運會」中獲得6冠4亞6季2殿的佳績；此外，波記同學也不曾參加香港數學奧林匹克、香港物理奧林匹克等比賽並奪得優異成績。

## 校史

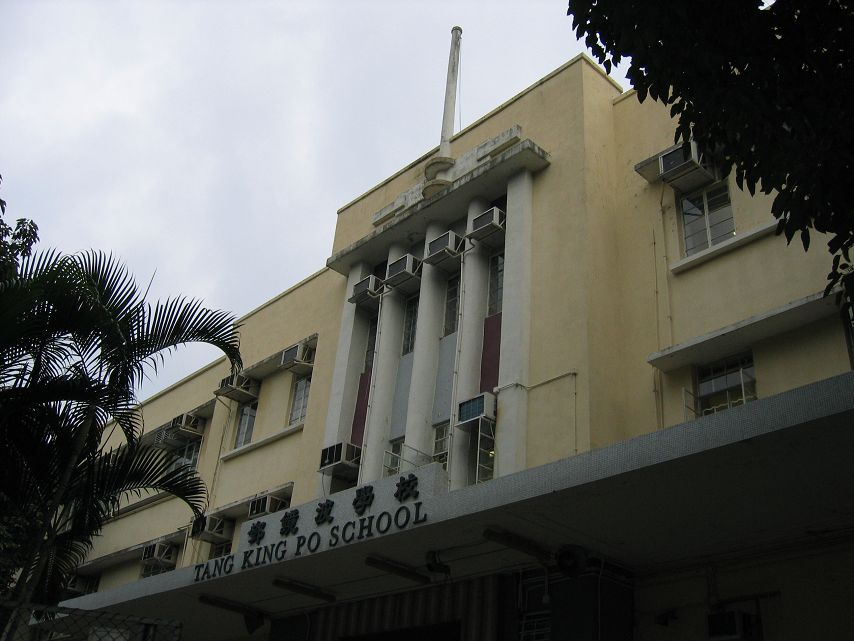
鄧鏡波學校裝飾藝術風格正門

鄧鏡波學校創建於1953年，由天主教慈幼會主辦，受香港政府津貼，學校面積為17,000平方米，共有課室38間，特別用途室25間，另有禮堂，圖書館，聖堂及兩個大型足球場（今日為一個大型足球場，兩個籃球場，一個停車場）。 
校方緊承天主教「敬天愛人」的精神和中國傳統倫理道德，奉行慈幼會會祖鮑思高神父的預防教育法，營造大家庭的融洽氣氛，培養積極樂觀的人生態度。

### 五十年代
1952年，鄧鏡波與慈幼會商議，慷慨捐出港幣100萬元，又向政府申請撥出採石山東麓地段，興建第一座校舍。1953年7月23日港督葛量洪爵士主持啟鑰典禮，而在場参禮嘉賓有鄧鏡波，慈幼會會長畢少懷神父。
1953年，建校初期，學校設有職業部三班，包括洋服、印刷、革履等科；小學三、四年級各一班，其後又增設小學五、六年級各一班（1967年加開小六）。同年得慈幼會撥款，於第一座校舍西北隅空地興建第二座校舍（即今日聖堂）。
1954年，停辦英文文化中學部。
1955年，除開設日間職業部及小學部外，更增辦夜間小學六年制義學，後來更開辦英專夜校（採用半年升班制模式營運）。
1956年，慈幼會再捐資在鄧鏡波學校西南隅隙地，興建第三座校舍（即今日聖若瑟樓）。期後中文部及英文工業部相繼成立。同年4月11日鄧鏡波與世長辭。

### 六十年代
1964年，在慈幼會襄助下集資百多萬元，於鄧鏡波學校西隅空地興建可容納逾1000人的大禮堂。
1968年，開辦中文部大學預科班，使中文部畢業生，有投考大學機會。
1969年，第一屆學生會成立。同時增設應用電學工場，亦為印刷部添購新式印刷器材。 

### 七十年代
1971年，華近禮神父接任為第6任校監兼校長。華神父是一位很愛學生的長者，辦事很有魄力，興建圖書館的計劃主要是由他推動的。
1977年，鄧鏡波學校職業部停止招收新生。逐年改辦為三年制之職業先修班。此時學校設有中文中學，英文工業中學，及職業先修班等部門。

### 八十年代
1980年，2月22日鄧鏡波學校工業部功臣司徒柏修士逝世。同年2月25日鄧鏡波學校陳瑞祺紀念樓落成開幕，並陳瑞祺夫人潘寶芬主持開幕禮、慈幼會中華區省會長陳日君神父為新校進行祝聖儀式，並敦請陳子民、陳經綸昆仲主持陳瑞祺銅像揭幕禮。事實上本港殷商陳子民、陳經綸昆仲捐贈了港幣100萬元為興建3層高的新翼，為學校提供了大型圖書館及多間特殊用途室。為紀念其先翁，大樓亦命名為陳瑞祺紀念樓。是年8月31日，鄧鏡波學校職業部結束。
1982年，9月1日鄧鏡波學校開設港大預科班（兩班中六）及中四/中五電腦班。李文烈神父出任輔導主任，開展輔導服務。
1984年，開始三項維修及改建工程：重建大球場；將印刷工場改建為高級實驗室及特殊用途室，即今日「陳經綸實驗室」；將聖若瑟樓三樓改建為美術設計室。事實上陳經綸對學校貢獻不遺餘力，為改善有關實驗室，個人慷慨捐出40萬元。
1986年，校長張冠榮修士獲邀以香港津貼中學議會代表之一的身份，於同年6月加入香港大學校董會，任期3年。8月中旬黃建國神父奉委為鄧鏡波學校第9任校監。
1987年，8月下旬校長張冠榮修士赴美進修，校長職務由蘇志超神父暫代。
1989年，鄧鏡波學校獲派第一位學校社工，同年開始增聘女教師。

### 九十年代
1992年，全校課室安裝冷氣，改善學生學習環境。
1995年，開始中四學科分流，學校提供的學科組別大致可分為：設計與工藝、電子與電學、電腦、數理（包括生物）以及社會科學。
1996年，校長張冠榮修士獲英女皇榮譽獎章，以表揚他對教育之貢獻。自是年9月1日起，中一由原先7班減為6班；以後每年遞減1班。至2000年，全校中一至中五為各級6班。
進行天面維修工程，並為13個有噪音干擾之班房進行隔音工程。另外美術室及體育部增設冷氣。
1997年6月16日，鄧鏡波的女兒鄧葵玉並答允捐設17個獎學金，以鼓勵在學業及操行上有顯著表現的學生。
1998年9月1日鄭泰祺神父為第11任校監。同年李錦鴻代替已榮休的吳彬博士，出任助理校長（教務）一職。同年位於聖若瑟樓二樓的資訊科技研習中心開幕，主要供工業科目使用。
1999年，學校進教之佑堂主任謝家賢神父接任鄧鏡波學校第12任校監。10月9日「鄧鏡波學校家長教師會」成立典禮暨第一屆會員大會，為加強家校合作，提高教育效能。鄧鏡波學校電腦輔助教室（供學生用）及多媒體教具製作中心（供教師用）開幕。同年得朱錫恩修士籌集經費，耗資100萬元，為禮堂安裝空調及投影系統。

### 千禧年代
2000年，重組「領袖生聯會」。
2001年，二樓原視聽室改為多媒體教室，為學生提供更佳學習中、英語文的環境和設施。
2002年，鄧鏡波學校舊生馮定華神父成為鄧鏡波學校第13任校監。學校50周年金禧慶典
2003年，鄧鏡波學校舊生馮定華神父成為鄧鏡波學校第8任校長，而張冠榮修士則成為第14任校監。
2006年，學校改善工程計劃則因地基困難，故此新教學大樓於11月落成。
2007年9月1日，馮定華神父正式結束四年校長生涯。同日，校長一職由歷任首位非神職人員李錦鴻擔任。李錦鴻成為鄧鏡波學校第9任校長。
2009年6月15日，百利恆飲食服務公司（學校小賣部）發出高等法院傳訊令狀，控告李錦鴻校長及學校並提出侵權申索。
2011年，校園被政府列入為三級歷史建築。

## 設施

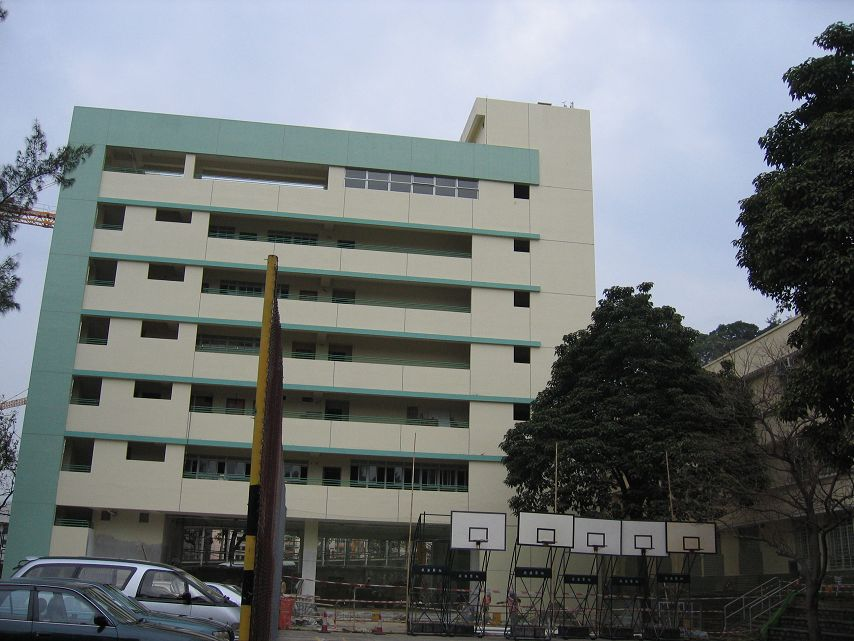
鄧鏡波學校的新翼

| - 主樓 - 課室 - 小班教室 - 自修室 - 討論室/補習室 - 校長室 - 校務處 - 校監室 - 會議室 - 副校長室（校務） - 副校長室（教務） - 陳經綸實驗室 - 綜合科學實驗室 - 物理實驗室 - 化學實驗室 - 生物實驗室 - 教員室 - 英文教員室 - 新翼教員室 - 工場教員室 - 新教員室 - 進教之佑堂（聖堂） - 祈禱室 - 神長宿舍 - 聖堂牧民助理室 - 英語語言室 - 社工室 - 宗教活動室 - 宗教主任室 - 課外活動主任室 - 設計與科技及電子與電學工場 - 電腦室 - 多媒體電腦室 - 新翼電腦室 - 工場電腦室 - 禮堂 - 乒乓球室 - 儲物室 |
| - 戶外 - 聖母岩 - 內操場 - 羽毛球場 - 大足球場 - 手球場 - 籃球場 - 有機農圃 - 讀書閣 - 停車場 |
| - 聖若瑟樓 - 慈幼會青年牧民辦事處 - 慈幼會傳意辦公室 - 《鮑思高家庭通訊》編輯部 - 鄧鏡波學校鮑思高同學會 - 聖鮑思高慈幼協進會辦事處 - 銀樂室 - 電腦室 - 車房 - 木工房 - 垃圾房 |
| - 陳瑞祺紀念樓 - 健身室 - 學生會會議室 - 示範室 - 電腦室 - 圖書館 - 花圃 |
| - 李嘉堂紀念樓 - 體育室 - 教員室 - 體育用品處 - 飯堂 - 探知館 - 李嘉堂紀念出版社 - 良友之星出版社 |
| - 新翼 - 大教員室 - 小班教室 - 電腦室 - 伺服器室 - 學生輔導室 - 地理室 - 語言室 - 中文室 - 學生活動中心 - 升學就業室 - 美術室 - 多用途室 - 專題研習室 - 會所 - 領袖生聯會會所 - 學生會會所 |

## 其他
- 校舍建築為維多利亞式建築。
- 校舍的主教學大樓只有三層，而新翼共七層。
- 學校於2006年3月18日添置有機農圃，開幕日期為同年4月4日。
- 新翼於2007年1月30日始用。
- 學校在2007年重新添置飲水機供學生使用。
- 慈幼會青年牧民辦事處於2007年八月正式遷入鄧鏡波學校之聖若瑟樓。

## 學校主要學生組織
- 學生會：創立於1969年，由學生在學期初選出。主要協助校方舉辦活動，負責籌備學術節、聯校活動等，處理及派發訂閱報紙。
- 領袖生聯會：著重舉辦學術活動，增強學習氣氛，並負責維持紀律，協助瞻禮，開放日等場務。
- 扶輪少年服務團：關心社會、鼓勵與培養有心的同學，以達致關懷他人、幫助他人的服務理想。
- 慈青善會：營造一個師生緊密同行的成長園地，培育學生成為成熟有為的好青年。逢星期一舉辦康樂和宗教活動。
- 設計與科技學會(舊稱：機械人製作學會)：學習各種設計及科技技術，並在比賽當中實踐所學、鍛鍊自我。

## 著名/傑出校友

### 宗教神職人員
- 韓大輝總主教：宗座驻希腊大使、天主教錫拉总教區領銜總主教
- 楊鳴章主教：已故天主教香港教區主教、宗座一心委員會委員、香港明愛總裁（1964年中五畢業）

### 政治及公共行政
- 邵盧善：前香港電台台長及助理廣播處長（1962年中五）[12]
- 黃成智：前立法會議員（新界東）（1978年中五）
- 易志明，GBS，JP：立法會議員（航運交通界）
- 朱江瑋：前油尖旺區議會區議員
- 林浩波：前南區民主派區議員
- 薛永恆，GBS，JP：前創新及科技局局長、前機電工程署署長

### 法律、醫護界
- 賴應虒（1965年中三）：前律政司民事法律專員[13]

### 商界
- 黃天祥博士，SBS：工程師、有利集團董事會副主席、香港都會大學校董會主席、新能源運輸基金督導委員會主席、城市規劃委員會成員、能源諮詢委員會成員
- 黃浩：都市新聞多媒體主席
- 范鴻齡：前中信泰富董事總經理、前行政會議非官守成員（小四至中一）[註 1]
- 陳頴峯：玖富集團（NASDAQ: JFU）玖富國際董事總經理
- 李禮廷：國際美容健康總聯合會執行會長、國際教育認證聯盟創辦人、知庫國際控股有限公司執行董事兼首席營運總監。被「海港青年商會」選為「2019大灣區青年領袖」
- 單偉豹：上市公司路勁基建董事局主席（1965年中五）[14]

### 演藝、體育、新聞及傳播
- 關智斌：歌手、演員、2000年代香港人氣男子組合Boy'z成員
- 劉永：香港男演員[註 2]
- 黃光亮：香港電影演員
- 林國斌：香港電影演員
- 佘掌毅：有線新聞記者
- 余國森：八十年代著名球員
- 麥潤壽，BBS，MH：資深傳媒人
- 劉錫明：歌手
- 鄺佐輝：香港電視藝員（已故）
- 劉丹：無綫電視藝員
- 葉尚華：退役香港足球運動員及前電視藝員，就讀鄧鏡波學校（小學部）[15]（小一至小三）
- 黃文偉：足球明星
- 施建章：資深足球撰稿人，《作為70後，我深切向年青人道歉》作者
- 吳建宏：著名愛情輔導師
- 章國明：香港電影導演
- 羅梓駿：香港足球運動員
- 吳詠琮：香港足球教練
- 周均俊：香港足球運動員
- 李卓森 ：香港足球運動員（𠎀志）
- 劉遠航：香港足球運動員
- 陳浩：歌手
- 蘇肇朗：網紅
- 陳滿樂：香港著名籃球運動員

### 學術及教育
- 黃錦樟：香港大學教育學院教育學系主任
- 陳祖為：香港大學政治及公共行政學系主任
- 傅子剛：稅務學會會長
- 許煜：評論人
- 韓國強：英國利物浦大學製造系統工程教授
- 黃於唱：明愛專上學院湯羅鳳賢社會科學院教授。